# Giro di Svizzera 1933
Il Giro di Svizzera 1933, prima edizione della corsa, si svolse dal 28 agosto al 2 settembre 1933 per un percorso totale di 1 253 km, con partenza e arrivo a Zurigo. Il corridore austriaco Max Bulla si aggiudicò la corsa concludendo in 39h46'46".
Dei 60 ciclisti alla partenza arrivarono al traguardo in 45, mentre 15 si ritirarono.

## Tappe
| Tappa  | Data         | Percorso          | km    | Vincitore di tappa | Leader cl. generale |
| ------ | ------------ | ----------------- | ----- | ------------------ | ------------------- |
| 1ª     | 28 agosto    | Zurigo > Davos    | 228   | Luigi Macchi       | Luigi Macchi        |
| 2ª     | 29 agosto    | Davos > Lucerna   | 240   | Max Bulla          | Max Bulla           |
| 3ª     | 30 agosto    | Lucerna > Ginevra | 300   | Max Bulla          | Max Bulla           |
| 4ª     | 1º settembre | Ginevra > Basilea | 259   | Gaspard Rinaldi    | Max Bulla           |
| 5ª     | 2 settembre  | Basilea > Zurigo  | 226   | Karl Altenburger   | Max Bulla           |
| Totale | Totale       | Totale            | 1 253 |                    |                     |

## Dettagli delle tappe

### 1ª tappa
- 28 agosto: Zurigo > Davos – 228 km

Risultati
| Pos. | Corridore       | Squadra | Tempo    |
| ---- | --------------- | ------- | -------- |
| 1    | Luigi Macchi    | Italia  | 6h54'02" |
| 2    | Max Bulla       | Austria | a 2'28"  |
| 3    | Gaspard Rinaldi | Francia | a 5'04"  |

### 2ª tappa
- 29 agosto: Davos > Lucerna – 240 km

Risultati
| Pos. | Corridore      | Squadra  | Tempo    |
| ---- | -------------- | -------- | -------- |
| 1    | Max Bulla      | Austria  | 8h07'12" |
| 2    | Albert Büchi   | Svizzera | s.t.     |
| 3    | Eugenio Gestri | Italia   | s.t.     |

### 3ª tappa
- 30 agosto: Lucerna > Ginevra – 300 km

Risultati
| Pos. | Corridore        | Squadra | Tempo     |
| ---- | ---------------- | ------- | --------- |
| 1    | Max Bulla        | Austria | 10h12'53" |
| 2    | Benoît Faure     | Francia | s.t.      |
| 3    | Louis Hardiquest | Belgio  | s.t.      |

### 4ª tappa
- 1º settembre: Ginevra > Basilea – 259 km

Risultati
| Pos. | Corridore       | Squadra     | Tempo    |
| ---- | --------------- | ----------- | -------- |
| 1    | Gaspard Rinaldi | Francia     | 7h27'11" |
| 2    | Nicolas Frantz  | Lussemburgo | s.t.     |
| 3    | Max Bulla       | Austria     | s.t.     |

### 5ª tappa
- 2 settembre: Basilea > Zurigo – 226 km

Risultati
| Pos. | Corridore        | Squadra  | Tempo    |
| ---- | ---------------- | -------- | -------- |
| 1    | Karl Altenburger | Germania | 6h56'22" |
| 2    | Louis Hardiquest | Belgio   | a 6'03"  |
| 3    | Georges Antenen  | Svizzera | a 6.48"  |

## Classifiche finali

### Classifica generale
| Pos. | Corridore        | Squadra  | Tempo     |
| ---- | ---------------- | -------- | --------- |
| 1    | Max Bulla        | Austria  | 39h46'46" |
| 2    | Albert Büchi     | Svizzera | a 9'01"   |
| 3    | Gaspard Rinaldi  | Francia  | a 11'10"  |
| 4    | Benoît Faure     | Francia  | a 16'40"  |
| 5    | Felice Gremo     | Italia   | a 19'38"  |
| 6    | François Adam    | Belgio   | a 22'11"  |
| 7    | Carlo Romanatti  | Italia   | a 26'04"  |
| 8    | Michele Orecchia | Italia   | a 28'01"  |
| 9    | Walter Blattmann | Svizzera | a 30'20"  |
| 10   | Hermann Buse     | Germania | a 30'59"  |

### Classifica squadre
| Pos. | Squadra  | Tempo      |
| ---- | -------- | ---------- |
| 1    | Svizzera | 120h31'40" |
| 2    | Italia   | a 2'20"    |
| 3    | Belgio   | a 38'38"   |
| 4    | Francia  | a 46'48"   |
| 5    | Germania | a 1h31'22" |